# Madona de Breslavia
La Madona de Breslavia (en polaco: Madonna z Wrocławia) es una escultura de la Virgen María con el Niño Jesús. Una de las imágenes plásticas más valiosas dentro del género de las bellas Madonas, muestra una tendencia estilística predominante en los países de Europa Central en los siglos xiv y xv. Antes de 1945, la estatua se exhibía en el Museo de Artesanías y Antigüedades de Silesia, en Breslavia (Polonia), custodiándose actualmente en la Galería de Arte Medieval del Museo Nacional de Varsovia.

## Historia
Tanto el autor como el destinatario de la obra resultan desconocidos, al igual que la procedencia y su destino original. Antes de 1945, la imagen se custodiaba en el Museo de Artesanías y Antigüedades de Silesia. Según los documentos más antiguos relativos a la estatua, la Madona se encontraba al parecer en la Iglesia de Santa Isabel, uno de los dos templos parroquiales del casco antiguo de Breslavia. Situadas a finales de los siglos xiv y xv en los dominios de la corona checa, Silesia y Breslavia constituían dos importantes centros artísticos, donde se crearon numerosas obras de culto. Además de la Madona de Breslavia, se elaboraron varias otras representaciones escultóricas similares, entre las que se incluyen una Madona en el Museo Nacional de Breslavia, la Piedad procedente de la Iglesia de la Santísima Virgen María de Piasek (actualmente en el Museo Nacional de Breslavia), y las imágenes de Santa Isabel y el grupo de la Crucifixión, originales de la Capilla Dumlosych, junto a la iglesia (a día de hoy en el Museo Nacional de Varsovia).

## Descripción
La Madona de Breslavia es una talla completa (esculpida por ambos lados) de 113 centímetros de altura, realizada en piedra caliza y parcialmente policromada. María es mostrada con una apariencia juvenil, destacando la belleza del rostro y sus delicadas facciones, con los ojos ligeramente ocultos por los párpados, la frente despejada y los labios diminutos. La cabeza, cubierta por un cabello rizado, está tapada por un velo, sobre el cual se halla una corona. La figura constituye un contrapposto ya que la Virgen se apoya en la pierna derecha y dobla ligeramente la izquierda hacia delante, doblándose el cuerpo en la dirección opuesta y creando todo ello sensación de movimiento. La dinámica de la composición se enriquece con las telas, firmemente adheridas en la parte posterior, mientras que en la parte frontal destacan unos vistosos pliegues ornamentales. El lado izquierdo se caracteriza por poseer curvas paralelas muy pronunciadas, tomando forma de cascada tanto el lado derecho como el velo.
El Niño Jesús figura desnudo y sentado sobre el hombro izquierdo de la Virgen, con la mirada fija en la manzana que sostiene su madre, la cual toca tímidamente con su mano derecha. La pintura original de la obra se puede deducir por los fragmentos conservados de la policromía: delicados tonos blancos y melocotón en la piel de María y Jesús, azul oscuro en el forro del manto, blanco en la túnica y dorado en los bordes del manto, la corona de la Virgen y el cabello del infante. La zona más difícil de descifrar es la parte exterior del manto, cuyo color podría haber sido blanco o rojo, mientras que el pedestal octogonal conserva restos de policromía verde.

## Análisis
La Madona se caracteriza por una composición dinámica y fluida, con una belleza ligeramente idealizada y una ornamentación abundante en los ropajes. No obstante, el autor no dejó el realismo a un lado, siendo el mismo visible tanto en la pose de la Virgen como en el suave modelado del Niño Jesús, las proporciones, la estudiada anatomía, la espacialidad de las partes individuales del cuerpo y la atención a los detalles. El énfasis realista en la belleza femenina de María tiene en la teología una referencia a la belleza espiritual de la Madre de Dios, quien debido a la manzana se convierte en la Nueva Eva, aceptando humildemente la venida al mundo del Salvador; de esta forma, la desobediencia de Eva al probar el fruto prohibido queda perdonada. Mediante la aceptación de la simbólica manzana, Jesús se convierte en el Nuevo Adán, quien a través de su vida terrenal concluirá su existencia con su sacrificio en la cruz, salvando a la humanidad de sus pecados, incluido el pecado original. El cuerpo expuesto del Niño no solo pretende enfatizar la humanidad y vulnerabilidad de Cristo, sino también su vínculo con la Eucaristía, ya que el supuesto color rojo del manto de María podría estar asociado con la sangre derramada durante la pasión y muerte de Jesús, mientras que el blanco de su túnica está directamente ligado al cuerpo de Cristo y al Cordero de Dios mencionado en el Apocalipsis 7: 9-15. De este modo, ambas presunciones comparten una interpretación común: el rojo y el blanco de los ropajes de María contienen el simbolismo de la salvación del pueblo.

## Bella Madona
El tema en el que se encuadra la obra, el género bella Madona, es objeto de debate entre expertos, ya que los orígenes, la distribución territorial, las características y la duración de esta tendencia artística suelen ser objeto frecuente de discusión. Hacia 1400, además de en Silesia, se elaboraron figuras en piedra y madera de la Virgen con el Niño para clientes oriundos en su mayoría de otros territorios de Europa Central, como República Checa, Austria, Baviera, Suabia, Renania y países de la Orden Teutónica. Junto con la Madona de Breslavia, entre las obras más famosas de este género se incluyen la Madona de Krumlov (actualmente en el Museo de Historia del Arte de Viena) y la Madona de Toruń de la Iglesia de San Juan Bautista y San Juan Evangelista (perdida en 1944). Además de la capital de Silesia, los expertos señalan Praga como el lugar donde se crearon las bellas Madonas más importantes, estando todas estas esculturas fechadas alrededor de 1390-1400.